# Tigresa (DC Comics)
Tigresa (Tigress en inglés) es el nombre de tres diferentes supervillanas de cómic, todos los cuales han aparecido en diversas series publicadas por DC Comics.
La Tigress original era una villana de la Edad de Oro que luchó contra Zatara. La segunda Tigress era un miembro de las Estrellas Jóvenes, quien más tarde se convirtió en una villana llamada la Cazadora. La tercera Tigress es Artemis Crock, la hija de la segunda Tigress, y es miembro de la Sociedad de la Injusticia; de los tres personajes, ella se ha adaptado más sustancialmente en otros medios, apareciendo como personaje principal y heroína de la serie de dibujos animados de 2011 Young Justice.

## Tigress de la Edad de Oro
La primera Tigress de la Edad de Oro era un ladrón/espía y enemigo de Zatara a finales de 1930. Debutó en Action Comics #1 (junio de 1938), y fue creado por Fred Guardineer. Llevaba suéteres atigrados y dirigía bandas de ladrones y asesinos. Al parecer, ella no tenía poderes.

### Biografía del personaje ficticio
La Tigress original apareció como la enemiga principal de Zatara a lo largo de varios números de Action Comics, incluyendo los volúmenes 1, 3, 6, 7, 9, 10, 22, 23, 30, 35, y 42. En su primera aparición, ella lucha con Zatara y su asistente Tong cuando intentaba robar un tren de carga. Ella se escapa y luego reaparece en las historias usando varios métodos en un intento de matar a los hombres ricos, incluyendo usar un aeroplano, envenenar sus bebidas, e infectarlos con una enfermedad de un insecto raro de América del Sur. Ella también usa su influencia como jefe de la mafia para presionar a otros criminales para ayudarla en juergas del crimen, que por lo general implican robos a bancos y robos de objetos de valor.

#### Relaciones
La entrada Artemis en Who's Who Update '87 #1 establece que la Tigress de la Edad de Oro es la madre de Paula Brooks (la segunda Tigress y Cazadora original) y la abuela de Artemis Crock (la tercera Tigress). Sin embargo, Who's Who Update '87 #5 declara que ni Paula Brooks o Artemis Crock están relacionadas con ella.

## Paula Brooks
La segunda Tigress es Paula Brooks.  Ella era un miembro de las Estrellas Jóvenes y más tarde se convirtió en la villana Cazadora.  Más tarde se casó con Sportsmaster, y tuvo una hija, Artemis Crock, quien se convierte en la tercera Tigress.

## Artemis Crock
Artemis Crock es la hija de los villanos de la Edad de Oro Paula Brooks y Crusher Crock.  Ella había asumido una carrera en el crimen, modelada de la de sus padres, pero solo después de algunos años ella asumió el manto de Tigress.

### Biografía del personaje ficticio
Durante la miniserie de DC Legends, la gente de América se volvieron contra los héroes, y la ley se hizo de que nadie podía operar legalmente llevando un traje. Esto no afectó a los villanos mucho, pues ya estaban violando la ley. Para Artemis Crock resultó un momento oportuno para sacar a sus padres del Centro de Detención Empire State. Solo llamándose a sí misma Artemis se unió al Mago en su nueva Sociedad de la Injusticia – que llamó Injusticia Ilimitada.  Superaron la seguridad en la Conferencia de Comercio Internacional de Calgary, Canadá, es decir, Infinity, Inc. y un contingente de los Guardianes Globales y obligaron a los héroes a ayudar en algún alboroto. Para Artemis, ella llevó a Nuklon y Rising Sun a Nueva York y, con su ayuda, liberó a los delincuentes mayores. Todos ellos regresaron a Calgary a compartir la riqueza robada pero el plan salió mal cuando Hourman revivió y se liberó, así como cuando Solomon Grundy fue traído desde el círculo polar ártico. Fue Solomon quien incapacitó a Artemis y sus padres, pero en la confusión fueron capaces de escapar.
Solo unas semanas más tarde Artemis se unió de nuevo con Icicle y Hazard, así como el nuevo Harlequin, el Muñeco y Solomon Grundy. El Muñeco quería encabezar una Injusticia Ilimitada revivida y planeaba asesinar a los miembros de Inifinity Inc para hacer un nombre para sí mismos. Su primer objetivo - Skyman - fue asesinado con éxito por el Harlequin y luego Artemis fue tras Jade. Después de creerla muerta, Artemis volvió a sus cohortes. Un plan fue tramado para llevar a todos los Infinitors restantes a Stellar Studios y matarlos, un plan derrotado solo por la falta de voluntad de Hazard a cooperar, y la reaparición repentina de Jade y Brainwave Jr (ambos de los cuales habían sido dados por muertos). Durante la lucha Artemis fue uno a uno con Wildcat (Yolanda Montez) y perdió. Al final Artemis fue entregada a la policía.
Artemis más tarde cambió su nombre en clave a Tigress y se volvió la amante de cuando en cuando del segundo Icicle. Él la invitó de nuevo en la reforma de la Sociedad de la Injusticia. Ella lo ayudó, Mago, Solomon Grundy, Caballero Fantasma, Rag Doll y Pensador irrumpen en la sede de JSA y roban la Llave de Prometeo, una llave que se utiliza para abrir las puertas entre la realidad y la magia. Esto le permitió a Johnny Sorrow que había pedido al Mago que lo traiga de vuelta, para volver a entrar en la tierra.
Durante la historia Infinite Crisis, Artemis apareció como miembro de Sociedad Secreta de Super Villanos de Alexander Luthor, Jr.. Más tarde apareció en el Justice League Wedding Special.
Icicle y Tigress más tarde trabajan alternativamente con y contra Hourman y Liberty Belle en una búsqueda para localizar un artefacto mágico.
Actualmente están esperando un bebé, que parece amenazar la salud de Tigress. Icicle está tratando de "reunir" dinero para tratamientos costosos.

#### The New 52
Una nueva versión de Artemis apareció en el universo The New 52 de DC Comics en el crossover "Matanza". Aquí, ella es un humano sin poderes, pero ha sido entrenada para ser una combatiente fuerte. Ella ayuda a los Jóvenes Titanes a orientarse antes de que la Matanza comienza y los introduce a otros meta-adolescentes que Harvest ha recogido. Después de que los Titanes son llevados, un miembro de la tripulación de Harvest intenta ponerla en un estado de rabia. Ella se defiende y se niega a matar a otros niños, pero es asesinada. Su muerte ayuda a motivar a los Jóvenes Titanes y la Legión Perdida a unirse para acabar con Harvest.

### Poderes y habilidades
Tigress tiene habilidades de lucha sobrehumanas y está altamente entrenada. Ella es una experta tiradora con su ballesta. Tiene un sentido mejorado del olfato que le permite rastrear individuos. Lleva una ballesta compacta y un carcaj de flechas, cuchillos, redes y boleadoras.

## En otros medios

### Televisión

#### Animación
- Tigresa aparece en el episodio de Batman del futuro, "Splicers", con la voz de Cree Summer. Esta versión del personaje es una humana empalmada con ADN de tigre por un experto en genética villano llamado Dr. Abel Cuvier.
- Tanto Artemis Crock como Paula Brooks hacen un pequeño cameo en el episodio de Batman: The Brave and the Bold "Aquaman's Outrageous Adventure!". Se les ve tomando unas vacaciones familiares con Sportsmaster.
- Una versión adolescente de Artemis Crock aparece como uno de los personajes principales de Young Justice, con la voz de Stephanie Lemelin. Esta versión es una superheroína y utiliza la identidad de superhéroe de Artemisa. Su identidad es un misterio para los personajes del programa, pero se ha revelado a los espectadores a través de una carta que recibió en el octavo episodio que contiene su nombre completo, Artemis Crock. Aparece por primera vez en el episodio "Infiltrator", donde se presenta como la sobrina y nueva compañera de Flecha Verde, quien se une para unirse al equipo luego de la partida del compañero original de Flecha Verde, Roy Harper. En "Darkest", Artemisa se une a Kaldur en un equipo de ataque (que también incluye Icicle y los Mellizos del Terror) en un ataque al Monte Justice, disfrazado de un nuevo villano llamado "Tigresa". Aparece en la continuación del cómic de la serie y en la temporada 3.
- Tigresa hace un cameo en el primer episodio de DC Super Hero Girls.

#### Acción en vivo
- Un tipo diferente de Tigresa aparece desde la segunda temporada de Gotham interpretada por Jessica Lucas. Esta versión del personaje, una creación original de la serie, se llama Tabitha Galavan, hermana y ejecutora principal del multimillonario corrupto Theo Galavan. Ambos son miembros de la Orden Sagrada de San Dumas, una antigua sociedad secreta empeñada en hacerse cargo de Gotham City. Ella secuestra a la madre de Oswald Cobblepot (Robin Lord Taylor), Gertrud (Carol Kane) forzarlo a matar a los otros candidatos a la alcaldía; sin embargo, después de que Cobblepot cumple con las órdenes de Theo, Tabitha la mata de todos modos. Tabitha finalmente cae en desgracia con su hermano, y así forma una alianza con el ejecutor de Cobblepot, Butch Gilzean (Drew Powell). Theo es asesinado por Cobblepot y el detective James Gordon (Benjamin McKenzie), pero finalmente es revivido por Hugo Strange (B.D. Wong) como el guerrero Azrael. Como Azrael, Theo apuñala a Tabitha con una espada, hiriéndola gravemente. Después de que Theble es asesinado una vez más por Cobblepot y Gilzean, Tabitha se recupera y se convierte en la pequeña gánster Barbara Kean (Erin Richards) su mano derecha. Ella tiene una tregua incómoda con Cobblepot, que ahora es alcalde de Gotham City. El asesor jefe de Cobblepot, Edward Nygma (Cory Michael Smith) culpa a Gilzean por la muerte de su novia Isabella, por lo que secuestra a Gilzean y Tabitha y los encarcela en un elaborado dispositivo de tortura que matará a Gilzean a menos que Tabitha tire de una palanca que le corte la mano. Después de que Gilzean declara que la ama, Tabitha sacrifica su mano derecha para salvarlo. Gilzean y Kean la llevan a un hospital donde se le vuelve a unir la mano. Una vez que Cobblepot cae del poder, Tabitha y Barbara se hacen cargo de Gotham. Sin embargo, cuando Barbara comienza a trabajar con Nygma, Tabitha está decepcionada. Butch y Tabitha planean matarla. Cuando Barbara se entera, le dispara a Butch en la cabeza y lucha con Tabitha, quien logra electrocutarla hasta la muerte, con su rápido látigo. Ahora sola, Tabitha asume el papel de mentora de una joven Selina Kyle (Camren Bicondova). Cuando Butch es revivido como Solomon Grundy, Tabitha termina colocada contra él en un ring de combate subterráneo en The Narrows, donde Nygma la llama "Tabby la Tigresa". Cuando Kean se hace cargo de la Liga de las Sombras, se vuelve contra Tabitha, pero los dos una vez más unen fuerzas para ayudar a Cobblepot a evitar que el criminal psicopático Jeremiah Valeska (Cameron Monaghan) destruya la ciudad. A cambio de su ayuda, Cobblepot cura a Butch de su condición, solo para matarlo de un disparo frente a Tabitha como venganza por Tabitha matando a su madre. Ella jura venganza y se une a las sirenas de Gotham City, solo para mujeres de Barbara para apoderarse de Gotham de una vez por todas, y matar a Cobblepot en las labores. Tres meses después, Tabitha intenta matar a Cobblepot en venganza por Butch, pero su uso de una bala defectuosa permite que Cobblepot la mate.
- La versión de Paula Brooks de Tigresa aparecerá en la serie de DC Universe, Stargirl interpretada por Joy Osmanski.[6]

### Videojuegos
- Tigresa de Young Justice aparece como un personaje jugable en Lego DC Super-Villains.